# Aura (Toronto)
Pour les articles homonymes, voir Aura.
Le Aura est un gratte-ciel multiple-usage situé à Toronto en Ontario par la compagnie Canderel Stoneridge Equity Group Inc.
L'édifice est situé au 444 Yonge Street. La construction a débuté en avril 2010 pour s'achever en 2014.

## Histoire
À l'origine,  la tour devait être un podium de 10 étages surmonté de deux tours. La première, de 60 étages, aurait eu une hauteur de 196,5 m et la deuxième, de 20 étages, aurait dû mesurer 74,5 m.

## Architecture
L'édifice Aura, du haut de ses 78 étages, a une hauteur d'environ 245 mètres, ce qui fait de lui le plus vaste gratte-ciel à condominiums du Canada. De style post-moderne, il présente une façade en béton renforcé et en verre.